# Alexandria (Ohio)
Alexandria es una villa ubicada en el condado de Licking en el estado estadounidense de Ohio. En el Censo de 2010 tenía una población de 517 habitantes y una densidad poblacional de 814,75 personas por km².

## Geografía
Alexandria se encuentra ubicada en las coordenadas 40°5′25″N 82°36′45″O / 40.09028, -82.61250. Según la Oficina del Censo de los Estados Unidos, Alexandria tiene una superficie total de 0.63 km², de la cual 0.63 km² corresponden a tierra firme y (0%) 0 km² es agua.

## Demografía
Según el censo de 2010, había 517 personas residiendo en Alexandria. La densidad de población era de 814,75 hab./km². De los 517 habitantes, Alexandria estaba compuesto por el 98.45% blancos, el 0% eran afroamericanos, el 0.58% eran amerindios, el 0% eran asiáticos, el 0% eran isleños del Pacífico, el 0% eran de otras razas y el 0.97% pertenecían a dos o más razas. Del total de la población el 1.16% eran hispanos o latinos de cualquier raza.